# ゲオルク・フォン・デアフリンガー
ゲオルク・フォン・デアフリンガー（Georg von Derfflinger、1606年3月20日、ノイホーフェン・アン・デア・クレムス、オーストリア大公領 - 1695年10月18日、グーゾウ）はブランデンブルク選帝侯領の元帥である。ポンメルン総督を務めた。彼は貧しい両親の間に生まれ、三十年戦争のためともに故郷を離れなくてはならなかった。

## 家族
1646年、デアフリンガーはマルガレーテ・トゥーゲントライヒ・フォン・シャーペロウと結婚し一女を儲けたが、その娘、ベアーテ・ルイーゼは早逝している。後妻、バルバラ・ロズィーナ・フォン・ベーレンとの間には二人の息子と四人の娘が生まれた。
次男のカール・フォン・デアフリンガー男爵は大トルコ戦争中の1686年6月25日、オーフェン（現在のブダペスト）攻囲戦で戦死している。長男のフリードリヒ・フォン・デアフリンガー男爵（1663年-1724年）はヨハンナ・フォン・オースターハウゼンと結婚したが、子を残さずに亡くなった。

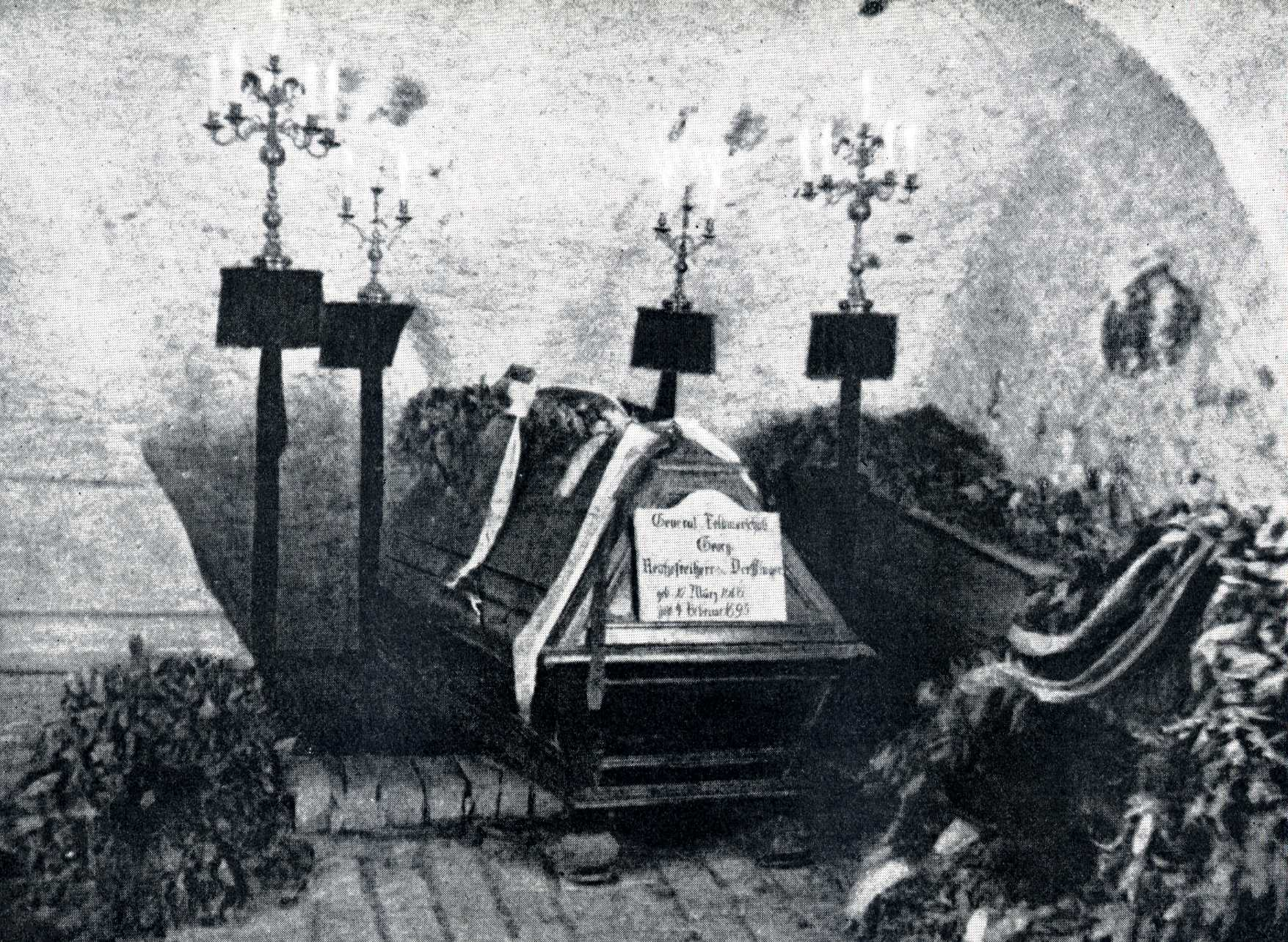
グーゾウにあるデアフリンガーの墓所。

四人の娘はいずれもマルヴィッツ家、デーヴィッツ家やツィーテン家といった古来の貴族の子息に嫁いでいる。
- ベアーテ・ルイーゼ・フォン・デアフリンガーはクルト・ヒルデブラント・フォン・デア・マルヴィッツ（ドイツ語版）と、
- ルイーゼ・フォン・デアフリンガーはヨアヒム・バルタザール・フォン・デーヴィッツ（ドイツ語版）と、
- エミリア・フォン・デアフリンガーはオットー・フォン・デア・マルヴィッツと、
- シャルロッテ・フォン・デアフリンガーはヨハン・アントン・フォン・ツィーテン（ドイツ語版）と結婚した。

子孫にはホーエンツォレルン家、メクレンブルク＝シュヴェリーン家、ロイス＝ケストリッツ家、シューンブルク＝ハルテンシュタイン家、ザイン＝ヴィトゲンシュタイン＝ホーエンシュタイン家の一員が含まれているがオットー・フォン・ビスマルクも、その一族であることを常に誇りとしていた。
ゲオルク・フォン・デアフリンガーは1695年、グーゾウで没した。その5年前、84歳の高齢ながらルイ14世と戦うための遠征に参加した後のことであった。彼はグーゾウの教会堂に埋葬された。

## 所領
婚姻、表彰や購入によってデアフリンガーはブランデンブルク辺境伯領に6か所、東プロイセンに14か所の農場を購入し、ケーニヒスベルクとベルリンに家を構えた。グーゾウ城、プラトコウ、ヴルコウ・バイ・トレプニッツ、ヘルムスドルフ、クレッスィーンとシールトベルクがブランデンブルク辺境伯領の所領であり、東プロイセンではクィッタイネン、グリューンハーゲン、メッケン、スコルメン、グロース＝ティアバッハ、クライン＝ティアバッハ、クレーナウ、ケルミンク、グライスィンクス、レークスとトラウテンの各地を所有していた。
元帥、枢密軍事顧問、ヒンターポンメルン総督、全要塞の上級総督および三つの連隊（歩兵、胸甲騎兵および竜騎兵）の連隊長を兼任する彼の、当時としては余りにも高額な収入は婚姻のみならず、購入によって彼の所領を増やすことを可能としたのである。

## 軍歴

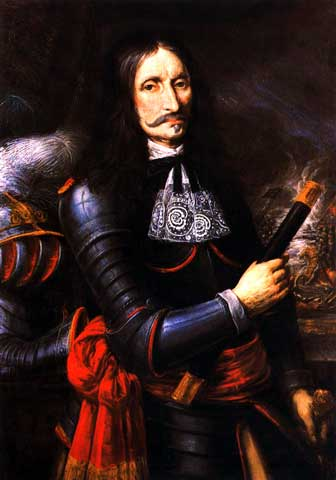
64歳の頃のゲオルク・フォン・デアフリンガー。1670年頃の絵画。

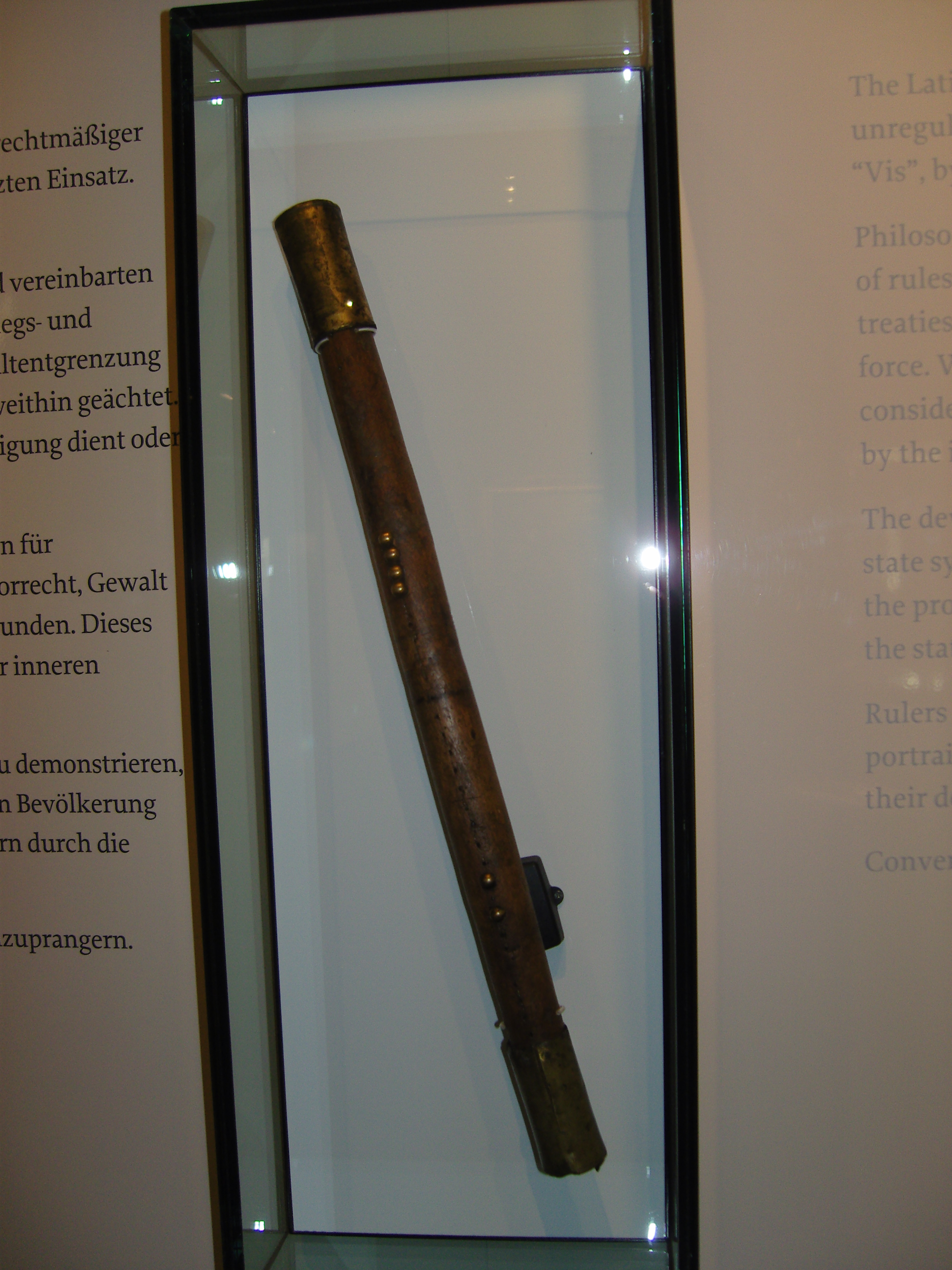
フリードリヒ・ヴィルヘルムの将軍たるデアフリンガーの指揮杖。

三十年戦争の間、デアフリンガーは様々な国の軍に属した。最も長く勤務したのはプロテスタントに関する問題で来援したグスタフ2世アドルフ率いるスウェーデン軍である。ここで彼は輜重兵から将官の資格を持つ騎兵大佐にまで昇進する。そしてカール・グスタフ・ヴランゲル元帥の幕僚の一人として終戦を迎え、スウェーデン軍から退役した。
1654年、大選帝侯ことブランデンブルク選帝侯フリードリヒ・ヴィルヘルムはデアフリンガーの仕官を受け入れた。デアフリンガーは学校で教育を受けたことはなかったが、後には同じ時代と階級を通じて専門教育を受けた数少ない士官の一人となる。彼はフリードリヒ・ヴィルヘルムから数多くの官職と課題を託されたが、その経験のおかげで侯を満足させつつ職務を果たすことができた。三十年戦争後のブランデンブルク軍の再建において彼は大きな役割を果たし、何よりも騎兵隊と砲兵隊の教練に心を砕く。また外交官としても働いたが、その理由は恐らく多くの国の軍に伝手があったためである。1674年、彼は皇帝レオポルト1世によって帝国男爵に叙せられた。1675年にはラーテノウの奇襲を成功させ、フェールベリンの戦いでカール11世統治下のスウェーデンを破る。続いて1679年、侵攻してきたスウェーデン軍を撃退した。1682年にはキュストリン要塞の総督に就任した。
デアフリンガーは低い身分に生まれたものの、元帥に登り詰めて貴族に叙せられている。
ドイツ帝国海軍の大型巡洋艦でユトランド沖海戦に参加し、大きな損害を被った「デアフリンガー」の艦名は彼にちなむ。ドイツとオーストリアでは多くの通りが彼の名を冠している。

## デアフリンガーの歌
Der alte Derfflinger
| Die Stettiner hatten sich unterfangen Eine Schere ausgehangen Dem Feldmarschall nur zum Hohn. „Wart, ich will euch auf der Stelle Nehmen Maß mit meiner Elle, Kreuzmillionenschocksschwernoth. |

老いたるデアフリンガー
| シュテッティンの民は敢えて はさみを外に吊り下げた。 ただ元帥を嘲るために。 「待て、私はこの場で汝らを 我が肘で激しく殴りつけよう、 幾百万の艱難辛苦あれ。」 |

テオドール・フォンターネ：『マルク・ブランデンブルク周遊記』より。

## デアフリンガーに関するテオドール・フォンターネの記述
テオドール・フォンターネは全5巻の著作、『マルク・ブランデンブルク周遊記』に
「老いたるデアフリンガー」という一章を設けた。
フォンターネの記述はリッペ＝ヴァイセンフェルト伯エルンストの伝記、『デアフリンガー』（1875年）に基づく。

## ズィーゲスアレーの胸像
かつてベルリンに存在したズィーゲスアレー（勝利通り）にて彫刻家のフリッツ・シャーパーは、1901年3月30日に除幕された大選帝侯フリードリヒ・ヴィルヘルムの立像の側面を飾る第25記念碑群の中の一作として、大理石で彫られたデアフリンガーの胸像を製作した。この胸像では元帥杖を持った元帥が模られているが、全体としてはどちらかと言えば気品ある宮廷人の姿をしている。この像を制作するにあたって、シャーパーは他の絵とともに1690年、ヨハン・ハインツェルマンが描いた銅版画を用いている。それはほぼ間違いなく、本項の1枚目の絵であるとされている。

## 文献
- Jürgen Hahn-Butry (Hrsg.): Preußisch-deutsche Generalfeldmarschälle und Großadmirale. Safari, Berlin 1937.
- ゲルト＝ウルリヒ・ヘルマン（ドイツ語版）: Freiherr von Derfflinger. Stapp-Verlag, Berlin 1997, ISBN 3-87776-178-X.
- Johann Georg Hiltl: Der alte Derfflinger und seine Dragoner. Weichert Verlag, Berlin 1925
- Uta Lehnert: Der Kaiser und die Siegesallee. Réclame Royale. Dietrich Reimer Verlag, Berlin 1998, ISBN 3-496-01189-0, S. 192.
- Ferdinand Freiherr von Meerheimb (1877). "Derfflinger, Georg Freiherr von". Allgemeine Deutsche Biographie (ドイツ語). Vol. 5. Leipzig: Duncker & Humblot. pp. 60–63.
- Martin Prieschl: Georg Reichsfreiherr von Derfflinger – der Generalfeldmarschall des Großen Kurfürsten. In: Truppendienst – Zeitschrift für Ausbildung, Führung und Einsatz, 5/2010 (317), Wien 2010
- Hans Saring: Derfflinger, Georg Frhr. von. In: Neue Deutsche Biographie (NDB). Band 3, Duncker & Humblot, Berlin 1957, ISBN 3-428-00184-2, S. 605 f. (電子テキスト版).
- ヘルマン・ヴァーゲナー（英語版）: Staats- und Gesellschafts-Lexikon: neues Conversations-Lexikon. Berlin 1861, Band 6, P. 137–140

## 典拠
1. ↑  誕生日と命日はBrockhaus Enzyklopädie, 1988, 5. Band, P. 265に拠る。
2. ↑  テオドール・フォンターネ: マルク・ブランデンブルク周遊記（英語版）、 第2巻 (『オーダーラント』) „Das Oderbruch und seine Umgebung“ – Gusow: Der alte Derfflinger, Abschnitt 5
3. ↑  「 Der Moltke des Großen Kurfürsten」 、ユンゲ・フライハイト誌（英語版）、2009年7月1日版より。
4. ↑  「Schiffsretter wird zum Seebestatter」、ノルトヴェスト新聞、2009年7月24日版
5. ↑  テオドール・フォンターネ:『マルク・ブランデンブルク周遊記』 第2巻 (『オーダーラント』) 、 „Das Oderbruch und seine Umgebung“ – Gusow: Der alte Derfflinger, – 1879年に改訂された第3版に初出。またドイツ語の「alt」には「老いた」の他、「親愛なる」という意味もある。
6. ↑  Uta Lehnert: Der Kaiser und die Siegesallee. Réclame Royale. Dietrich Reimer Verlag, Berlin 1998, ISBN 3-496-01189-0, P.192